# Martin Milec
Martin Milec (ur. 20 września 1991 w Mariborze) – piłkarz słoweński grający na pozycji prawego pomocnika. Od 2016 jest zawodnikiem klubu Roda JC Kerkrade, do którego jest wypożyczony ze Standardu Liège.

## Kariera klubowa
Swoją karierę piłkarską Milec rozpoczął w klubie NK Aluminij. W 2008 roku awansował do kadry pierwszego zespołu i w sezonie 2008/2009 zadebiutował w nim w drugiej lidze słoweńskiej. W zespole Aluminij grał do zakończenia sezonu 2009/2010.
Latem 2010 roku Milec przeszedł do NK Maribor. Zadebiutował w nim 16 października 2010 w zremisowanym 0:0 domowym meczu z Olimpiją Lublana. Wraz z Mariborem trzykrotnie zostawał mistrzem kraju w latach 2011, 2012 i 2013. W latach 2012 i 2013 zdobył nim dwa Puchary Słowenii.
W 2014 jest Milec został zawodnikiem klubu Standard Liège. W 2016 został wypożyczony do klubu Roda JC Kerkrade.
| Sezon   | Klub             | Kraj     | Rozgrywki     | Mecze | Bramki |
| ------- | ---------------- | -------- | ------------- | ----- | ------ |
| 2008/09 | NK Aluminij      | Słowenia | 2. SNL        | 13    | 5      |
| 2009/10 | NK Aluminij      | Słowenia | 2. SNL        | 24    | 10     |
| 2010/11 | NK Maribor       | Słowenia | 1. SNL        | 8     | 3      |
| 2011/12 | NK Maribor       | Słowenia | 1. SNL        | 24    | 1      |
| 2012/13 | NK Maribor       | Słowenia | 1. SNL        | 25    | 2      |
| 2013/14 | NK Maribor       | Słowenia | 1. SNL        | 24    | 3      |
| 2014/15 | Standard Liège   | Belgia   | Eerste klasse | 27    | 0      |
| 2015/16 | Standard Liège   | Belgia   | Eerste klasse | 12    | 1      |
| 2015/16 | Roda JC Kerkrade | Holandia | Eredivisie    | 12    | 0      |
| 2016/17 | Roda JC Kerkrade | Holandia | Eredivisie    |       |        |

## Kariera reprezentacyjna
W reprezentacji Słowenii Milec zadebiutował 14 sierpnia 2013 w przegranym 0:2 towarzyskim meczu z Finlandią, rozegranym w Turku. W 75. minucie tego meczu zmienił Mišo Brečko.